# 望月新六
望月 新六（もちづき しんろく、生没年不詳）は、戦国時代の武将。信濃国の豪族・望月氏の一族。

## 略歴
新六は信濃国佐久郡の国衆・望月氏の一族。
天文12年（1543年）9月、望月氏は長窪城主・大井貞隆とともに佐久郡に侵攻した武田晴信（信玄）に抵抗したが敗れ、一族の多くは殺害された。
天文17年（1548年）、新六は布引山（小諸市）に籠もって武田氏への抵抗を続けており、同年7月、武田氏に従属した望月信雅が物見として被官を派遣してきたのを見つけ、2名を殺害した。しかし、翌天正18年（1549年）5月27日、新六は駒井高白斎の説得を受けて布引山を出て、29日に武田氏の元に出仕した。
これ以後の新六の動静は不明である。